# 叶超
叶超（1913年6月—1988年1月15日），男，湖北黄陂人，中国人民解放军少将。

## 生平
早年入学湖北省立师范学校，并参加学生运动；后奔赴延安，进入抗日军政大学第十四队。1937年，随赖传珠抵达武汉组建新四军。1938年，任新四军参谋处作战科参谋。1941年，任新四军参谋处作战科副科长，皖南事变中脱险。1945年，任新四军参谋处作战科科长。第二次国共内战期间，任华东野战军第九纵队参谋处处长、华东野战军第九纵队副参谋长、华东野战军特种兵纵队参谋长。
中华人民共和国成立后，任华东军区炮兵参谋长、副司令员。1959年，任中国人民解放军炮兵科研部部长、中国人民解放军炮兵科学技术研究院副院长、沈阳军区炮兵司令员、国防科委十一研究院院长。1965年，晋升少将军衔。1970年3月，任沈阳军区副参谋长。1988年1月15日，去世。